# Беленький (Саратовский район)
Беленький — посёлок в Саратовском районе Саратовской области России. С 1 января 2021 года входит в состав городского округа Саратова.

## Физико-географическая характеристика
Посёлок расположен на юге Саратовского района, на берегу реки Волга. Расстояние до административного центра посёлка Красный Текстильщик составляет 4 километра, до областного центра составляет 30 км. Вблизи населённого пункта находится Устинов лес.
Климат
Климат в посёлке умеренно-холодный со значительным количеством осадков. Даже в засушливый месяц наблюдается много дождя (согласно классификации климатов Кёппена — Dfa). Среднегодовая температура — 6,3 °C. 423 mm — среднегодовая норма осадков. Самый засушливый месяц — Март с осадками 23 mm. Большая часть осадков здесь выпадает в Июне, в среднем 43 mm.
Часовой пояс
посёлок Беленький, как и вся Саратовская область, находится в часовой зоне МСК+1. Смещение применяемого времени относительно UTC составляет +4:00.
Уличная сеть
В посёлке Беленький две улицы: Горная и Набережная. К территории населённого пункта также относятся территории 5 садово некоммерческих товариществ: Чайка, Беленькие-3, Тепличник, Вишенка, Парус-2.

## Население
Население составляет 36 человек (на 1 января 2019 года).

## Природные особенности
Вдоль побережья реки Волга, по всей протяжённости посёлка размещаются песчаные пляжи, которые используются в летний период для отдыха местного населения, дачников и туристов.
Возле СНТ Беленький-3 располагается пруд, который окружён со всех сторон лесным массивом. Приятное место отдыха на природе.